# Monte Carlo Baby
Monte Carlo Baby é um filme franco-britânico de comédia de 1953, dirigido por Jean Boyer e Lester Fuller. O longa-metragem contou com atuação de Audrey Hepburn interpretando uma atriz mimada. A maioria das biografias de Hepburn indicam que foi durante as filmagens deste filme que Hepburn foi descoberta pela dramaturga Colette e escolhida para o papel principal na peça Gigi, o que levaria Hepburn a lançar sua carreira de atriz em Hollywood.
Monte Carlo Baby foi produzido em inglês. No entanto, uma segunda versão do filme foi feita em francês. Como Hepburn era fluente em francês, ela interpretou o mesmo papel (embora o nome da personagem tenha mudado). A versão francesa intitulada de Nous irons à Monte Carlo (1952), foi produzida juntamente com Monte Carlo Baby ambos os filmes foram produzidos em 1951, mas lançados em anos diferentes.

## Elenco
- Audrey Hepburn como Linda Farrel
- Jules Munshin como Antoine
- Cara Williams como Marinette
- Michele Farmer como Jacqueline
- Philippe Lemaire como Philippe Versaint
- Russell Collins como Max
- John Van Dreelen como Rudy Walter
- Georges Lannes como detetive
- Marcel Dalio como agente de Linda Farrell (como Dalio)
- Lionel Murton
- André Luguet como Chattenay-Maillaard
- Ray Ventura como Ray Ventura